# Armatosterna buquetiana
Armatosterna buquetiana är en skalbaggsart som beskrevs av White 1856. Armatosterna buquetiana ingår i släktet Armatosterna och familjen långhorningar.
Artens utbredningsområde är:
- Benin.
- Ghana.
- Liberia.
- Nigeria.
- Sierra Leone.

Inga underarter finns listade.